# Stjepan Tomaš (književnik)
Stjepan Tomaš (Nova Bukovica, 2. siječnja 1947.) hrvatski je književnik. Živi i radi u Osijeku.
Piše romane, drame, kratke priče, pripovijetke i radio-drame za djecu i odrasle. Književnim radom se bavi od 1971. godine.

## Životopis
Završio je gimnaziju u  Našicama i diplomirao jugoslavensku književnost i komparativnu književnost na Filozofskom fakultetu u Zagrebu. Živi i radi u Osijeku. Piše pripovijetke, romane i drame za djecu i odrasle.
Sedamdesetih godina 20. stoljeća radio je kao profesor hrvatskog jezika u Srednjoškolskom centru u Belom Manastiru (kasnije Centar za usmjereno obrazovanje /CUO/ "Bratstvo-jedinstvo"). Od 1973. do 1977. bio je urednik školskog lista Baranjski srednjoškolac.
Do sad je objavio devetnaest knjiga: trinaest za odrasle i šest za djecu. Više je puta nagrađivan. Najuglednije su mu: nagrade Grigor Vitez (1978.) za najbolju dječju knjigu te nagrada K. Š. Gjalski (2001.) za knjigu pripovijedaka Odnekud dolaze sanjari.

## Djela
- Sveti bunar, 1972.
- Građani u prvom koljenu, 1975.
- Tko kuca otvorit će mu se, 1975.
- Ljubav je moja golub začuđeni, zbornik (uredili Stjepan Tomaš i Davorin Taslidžić), 1976.
- Taninska četvrt , roman, 1980.
- Moljac i noćni čuvar, 1982.
- Smrtna ura, pripovijetke, 1983.
- Dobar dan, tata , 1987.
- Život u provinciji , 1989.
- Anđeli na vrhu igle, 1990.
- Halo, ovdje komandosi, 1991.
- Pomirenje , 1991.
- Gdje stanuje Hrvatska?, 1992.
- Moj tata spava s anđelima, 1992.
- Pričaj mi o Jugoslaviji, radio komedija, 1992.
- Mali ratni dnevnik, 1993.
- Đokina sela, crna komedija, 1993.
- Zlatousti , roman, 1993.
- Srpski bog Mars , 1995.
- Zlatousti ili tužni dom hrvatski, drama u 14 slika, 1995.
- Potemkinova sela, radio drama, 1997.
- Emigranti, roman, 1998.
- Drame', 1999.
- Dvije priče', 1999.
- Lov na vještice, drama, 1999.
- Sveta vatra , 2000.
- Miruj, miruj, srce moje, 2001.
- Noćni posao, izabrane pripovijetke, 2001.
- Odnekud dolaze sanjari , 2001.
- Pas koji je čitao s usana , 2001.
- Sirove strasti., 2002.
- Izabrane pripovijetke, 2003.
- Dragoljubov san, 2004.
- Guslač od marcipana, 2004.
- Guslačeva smrt, 2004.
- Spomenik, 2004.
- Perzefonin poljubac , 2006.
- Židovski spomenik, 2006.

Ušao je u Antologiju hrvatske kratke priče prireditelja Miroslava Šicela, zbirku Božićne priče Božidara Petrača, te u izbor pjesničkih i proznih tekstova, te dokumenata o stvaranju neovisne, suverene države Hrvatske i o Domovinskom ratu 1990. – 1992. prireditelja Vlade Pandžića i Božidara Petrača Hrvatska lađa, antologiju priča "Večernjeg lista" 1964. – 1994. Hrvatska kratka priča  u izboru Tomislava Sabljaka, izboru hrvatske fantastične proze Prodavaonica tajni Jasne Pogačnik i dr.
Neka djela su mu prevedena i na njemački, talijanski, mađarski, slovački, slovenski, makedonski i esperanto.

## Zanimljivosti
Roman Mali ratni dnevnik je bio obveznom školskom lektirom za 6. razred od 1996., a onda su 2006. iz ogranka SKD Prosvjeta iz Donjeg Lapca (općine s većinskim srpskim stanovništvom), na inicijativu skupine roditelja uputili predstavku protiv te knjige ministru Primorcu, u kojoj su tražili "povlačenje te knjige iz obvezatne školske lektire jer je ksenofobična, puna govora mržnje i uvredljiva za srpsku manjinu u Hrvatskoj". Roman inače govori o djevojčici Cvijeti koja opisuje svoje doživljaje i zbivanja u opkoljenome Osijeku, odlaske u skloništa, spoznaje o broju poginulih i ranjenih sugrađana, slušanju priča o srušenim kućama u susjedstvu, cjelodnevnom popravljanju kuće od razaranja što su ga počinili velikosrbi itd.